# Karosa C 735
Karosa C 735 (точное название модификации — Karosa C735.1031 — русск. «каро́са цэ се́дм сет тршице́т пет (бод) тиси́ц тршице́т еде́н») — высокопольный междугородный автобус, производившийся в городе Високе-Мито компанией Karosa в 1992—1997 годах.

## Конструкция
По строению Karosa C 735 почти полностью идентична модели C 734 и семейству 700 в целом. Модель являлась чем-то средним между C 734 и LC 735 и предназначалась для использования на междугородных маршрутах средней дальности (по расстоянию больше, чем для C 734, но меньше, чем для LC 735). От C 734 машина отличалась более комфортными сиденьями в салоне (аналогичны LC 73Х) и увеличенным багажным отсеком (5 м³), что стало возможным после размещения всех мест для сидения на возвышении (как у модели LC 73Х).

## Производство
Karosa C 735 производилась с 1993 по 1997 год. Первый прототип C 735 был собран в 1992 году и получил обозначение LC 21. Серийное производство было начато годом позже и завершилось вместе с прекращением производства серии 700 в 1997 году. Всего было произведено 243 машины.
Компаниями-перевозчиками Чехии и Словакии автобусы по-прежнему используются на междугородных маршрутах: в этих странах осталось около 49 машин — 39 в Чехии и 10 в Словакии. Количество постепенно снижается по мере закупок новых моделей. Бо́льшая часть произведённых автобусов была экспортирована в страны бывшего Советского Союза (в том числе 5 штук в специальном исполнении для Сибири). В России остаётся около 11 машин, а также около 8 на Украине.